# اچ‌ام‌اس آریادنه (۱۸۹۸)
اچ‌ام‌اس آریادنه (۱۸۹۸) (به انگلیسی: HMS Ariadne (1898)) یک زیردریایی بود که طول آن ۴۳۵ فوت (۱۳۳ متر) بود. این زیردریایی در سال ۱۸۹۸ ساخته شد.